# Музей на македонската борба (Скопие)
 Тази статия е за музеят в Скопие.  За други едноименни музеи вижте Музей на македонската борба.  
Музеят на македонската борба за държавност и самостоятелност – Музей на ВМРО и Музей на жертвите от комунистическия режим (на македонска литературна норма: Музеј на македонската борба за државност и самостојност, Музеј на ВМРО и Музеј на жртвите од комунистичкиот режим) в Скопие, Северна Македония е посветен на революционните борби в областта Македония от периода на Османското владичество до Комунистическата съпротива във Вардарска Македония и включването на областта в Югославия.

## Местоположение
Музеят е разположен на левия бряг на река Вардар, а в близост се намират Археологическият музей, Музеят на Холокоста и Камен мост.

## История
Проектът за построяването му е на архитект Зоран Йордановски на обща стойност около 12 000 000 евро (строежа на сградата 5,2 млн. евро, обзавеждането, осветлението и сценографията - 1,5 млн. евро, експонатите - 3 млн. евро) и е част от програмата на правителството „Скопие 2014“. Строителството започва на 11 юни 2008 година, а официално музеят е отворен на 8 септември 2011 година от президента Георге Иванов - по повод честванията на 20-годишнината от обявяването на независимостта на Република Македония.
За директор на музея е назначен историкът Бранислав Светозаревич. До септември 2012 година музеят е посетен от над 60 000 души.

## Описание
Разполага с общо 13 изложби, като на централно място е изложен оригиналният документ от Декларацията за независимост на Република Македония от 1991 година. Голяма част от експонатите са 109 восъчни фигури на революционери, общественици и политици, както и документи, оръжия, снимки и картини, изработени от автори от Франция, Украйна, Русия и България.
Част от фигурите са на:
- Хайдути: Димитър Попгеоргиев, Ильо Малешевски, Сирма войвода, Румена войвода, Стоян Разловски, Толе паша, Георги Пулевски

- Дейци на ВМОРО, ВМОК и ВМРО: Гьорче Петров, Славчо Ковачев, Яне Сандански, Александър Протогеров, Борис Сарафов, Даме Груев, Димо Хаджидимов, Никола Карев, Христо Узунов, Питу Гули, Тодор Александров, Васил Чекаларов, Панчо Михайлов, Петър Попарсов, Иван Хаджиниколов, Христо Батанджиев, Антон Димитров, Христо Татарчев, Христо Матов, Пере Тошев, Александър Турунджов, Петър Чаулев, Иван Михайлов, Мара Бунева, Георги Сугарев, Димитър Пинджуров, Наца Пинджурова, Владо Черноземски, Дончо Щипянчето, Методи Патчев, Рафаел Камхи, Константин Кирков, Илия Тръчков, Марко Бошнаков, Руша Делчева, Апостол войвода, Никола Русински[10]

- Възрожденци и общественици: Кръсте Мисирков, Павел Шатев, Арсени Йовков, Димитър Чуповски, Панко Брашнаров, Венко Марковски, Драган Богдановски, Наим Фрашъри, Григор Пърличев[11], Димитър Миладинов, Константин Миладинов, Ибрахим Темо

- Комунистически дейци: Методи Шатаров, Методи Андонов - Ченто, Димитър Влахов, Кузман Йосифовски, Лазар Търповски, Страхил Гигов, Лазар Колишевски, Цветко Узунов, Никола Парапунов, Петре Пирузе, Александър Ранкович, Лазар Соколов, Кочо Рацин[12], Мирка Гинова, Михайло Апостолски, Никола Вапцаров, Алекса Демниевски, Тихомир Милошевски, Кирил Петрушев, Веселинка Малинска, Ристо Шишков, Йосип Броз Тито

- Чужденци: Уилям Гладстон, Елън Мария Стоун, Алберт Сониксен,[13] Ахмед Ниязи бей, Хасан бей Прищина, Велимир Прелич, Михайло Ковачевич, Александър Караджорджевич, Кемал Ататюрк[14]

## Сгради
Музеят е разположен в две сгради и двете обявени за културно наследство на Република Македония. Едната е разположена край Вардар на улица „11 март“ № 1, а втората – Порта „Македония“ на улица „11 октомври“ № 4А.